# Quick Share
Quick Share é um utilitário de transferência de dados ponto a ponto sem fio para Android, Windows e ChromeOS. O Quick Share utiliza Bluetooth e Wi-Fi Direct para enviar arquivos para dispositivos próximos, mas também pode enviar para qualquer outro dispositivo em qualquer lugar usando o Samsung Cloud, enviando os arquivos para um endereço da web. Originalmente desenvolvido pela Samsung Electronics para seus próprios dispositivos, o Google posteriormente colaborou com a Samsung e fundiu seu próprio Nearby Share no Quick Share em 2024, distribuindo o Quick Share para dispositivos Android não Galaxy por meio do Google Play Services.

## História
O Quick Share estreou junto com o Samsung Galaxy S20 e o One UI 2.1, com lançamento para outros smartphones e tablets Galaxy posteriormente. A Samsung afirma que o serviço foi criado para agilizar o processo de envio de conteúdo, substituindo um serviço anterior chamado Link Sharing. O Quick Share foi lançado para notebooks Samsung Galaxy Book baseados em Windows em 2021 e, desde julho de 2023, não está mais limitado a PCs Samsung Windows.
Em janeiro de 2024, foi anunciado que o Nearby Share do Google se fundiria com o Quick Share da Samsung, adotando o nome deste último.

## Uso
Os usuários podem enviar arquivos para até 8 dispositivos próximos ao mesmo tempo, desde que tenham o recurso habilitado e suas telas estejam ligadas. O Compartilhamento Rápido pode ser alternado nas configurações do painel rápido e o usuário pode escolher receber conteúdo de qualquer pessoa próxima, somente contatos, seus dispositivos ou ninguém. A transferência de conteúdo é possível escolhendo o Compartilhamento rápido, após o qual o remetente escolhe para qual(is) dispositivo(s) próximo(s) deseja enviar.
O Quick Share também é capaz de enviar arquivos para o Samsung Cloud e compartilhar via URL. Os dados enviados para a Samsung Cloud podem ser baixados pelo usuário clicando no link especificado ou digitalizando o código QR fornecido.
O Samsung Cloud exclui automaticamente os arquivos enviados após um período de dois dias e tem um limite de upload diário de 5 gigabytes.
O aplicativo Quick Share no Windows permite que outros dispositivos habilitados para Quick Share compartilhem arquivos instantaneamente com dispositivos Windows.

## Disponibilidade
O Quick Share está disponível no Android 6 e posterior, ChromeOS 91 e posterior, e versões de 64 bits do Windows 10 e posterior (ARM ou x86). No Windows, o Quick Share deve ser instalado manualmente, ao contrário de sua implementação no Android e no ChromeOS, onde ele faz parte do sistema operacional e não precisa ser instalado separadamente. Os dispositivos Windows devem ter Bluetooth e Wi-Fi para poder executar o Quick Share.

### Aplicativos do Windows
Há dois aplicativos para Windows disponíveis: um para a Microsoft Store, desenvolvido pela Samsung, e um disponível via sideload, desenvolvido pelo Google.
A previsão é que esses aplicativos integrem totalmente seus recursos no terceiro trimestre de 2024. Atualmente, a versão da Samsung só pode ser executada usando drivers Intel Wi-Fi e Bluetooth.
Em adição, a Microsoft também oferece uma maneira de compartilhar nas proximidades (não relacionado ao Quick Share, nem ao Nearby Share do Google) para dispositivos Android nativamente por meio da funcionalidade Phone Link do Windows.

## Private Share

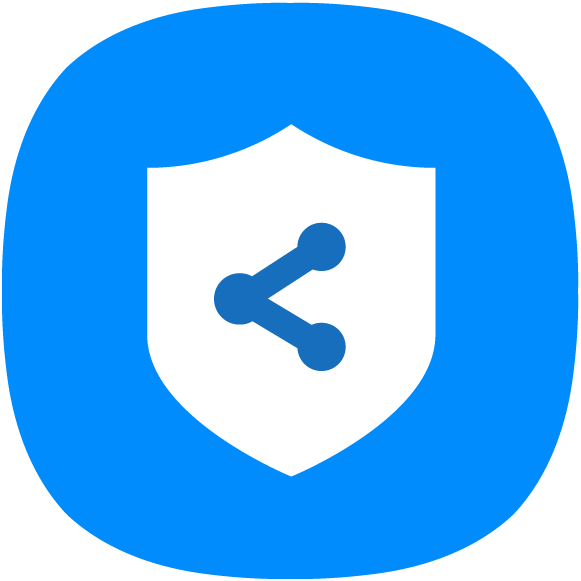
Ícone

Private Share foi um serviço de transferência de dados derivado que usava criptografia de blockchain, projetado para informações pessoais ou financeiras importantes. O compartilhamento de arquivos é possível por meio do número de telefone associado ao cartão SIM do telefone ou de um número privado escolhido pelo usuário. Um número privado é exclusivo do aplicativo Private Share e começa com # e inclui 10 dígitos, como #0123456789. O remetente pode definir uma data de expiração para os arquivos, que serão excluídos automaticamente dos dispositivos do destinatário. Há um limite de upload de 200 megabytes para remetentes. Assim como o Quick Share, o Private Share também vem pré-carregado em dispositivos Samsung Galaxy. Desde dezembro de 2023, o Private Share foi integrado ao Quick Share e não é mais um serviço separado.